# Порошино (Китмановський район)
Поро́шино (рос. Порошино) — село у складі Китмановського району Алтайського краю, Росія. Адміністративний центр та єдиний населений пункт Порошинської сільської ради.

## Населення
Населення — 562 особи (2010; 756 у 2002).
Національний склад (станом на 2002 рік):
- росіяни — 94 %